# بني عمر (إب)
بني عمر هي إحدى قرى الجمهورية اليمنية. تتبع جغرافيا لمحافظة إب وإداريًا لمديرية مذيخرة. يبلغ تعداد سكانها 1846 نسمة حسب الإحصاء الذي أجري عام 2004.